# Universitatea Națională de Artă Teatrală și Cinematografică „Ion Luca Caragiale” din București
Universitatea Națională de Artă Teatrală și Cinematografică „Ion Luca Caragiale” este o instituție de învățământ din București, singura școală de stat din capitală specializată pe disciplinele specifice teatrului și filmului (actorie, regie, critică ș.a.)
Clădirea universității se află la adresa: Str. Matei Voievod 75-77, sector 2, București. Universitatea „I.L. Caragiale” colaborează an de an cu Studioul de teatru „Casandra”.

## Istoric

### Începuturile
Prima facultate de teatru și-a început activitatea în București, în 1834, în cadrul Școlii Filarmonice pentru muzică, declamație și literatură.

### Perioada comunistă (1948-1989)
În anul 1948 este înființată Facultatea de Regie din cadrul Institutului de Artă, care a unit, timp de doi ani (1948-1950), întreg învățământul de artă din București.
În 1950 se înființează Institutul de Artă Cinematografică și Institutul de Teatru „I.L.Caragiale”.
În 1954 cele două institute se contopesc în Institutul de Artă Teatrală și Cinematografică „I.L. Caragiale” (IATC).

### După 1990
IATC se transformă în 1990 în Academia de Teatru și Film – unica școală de tradiție în domeniul teatrului și filmului din România, cu rang universitar, recunoscută pe plan internațional.
Din 1990, Academia de Teatru și Film se află într-un continuu proces de reformă care a condus la apariția unor secții și specializări noi, precum Comunicare audiovizuală și Multimedia-Sunet, Montaj, în cadrul Facultății de Film sau Actorie Păpuși și Marionete, Coregrafie, Scenografie, în cadrul Facultății de Teatru, mărirea cifrei de școlarizare și mai ales perfecționarea și diversificarea planurilor de învățământ și a programelor de studii sunt elocvente pentru noua orientare a învățământului de profil.
Din anul 1998 Academia de Teatru și Film devine Universitatea de Artă Teatrală și Cinematografică “I.L.Caragiale” (UNATC), iar din 2001, Universitatea Națională de Artă Teatrală și Cinematografică “I.L.Caragiale” (UNATC).
Ziua UNATC se sărbătorește în fiecare an pe 30 ianuarie, ziua în care s-a născut scriitorul I.L. Caragiale, patronul spiritual al universității.

## Structura actuală
Din 1990, UNATC (pe atunci ATF) se află într-un continuu proces de reformă, care a dus la apariția unor noi secții și specializări.  U.N.A.T.C. "I.L.Caragiale" este singura instituție acreditată să confere titlul de Doctor în domeniul Teatrului și Filmului.
Facultatea de Film este membră în mai multe consorții internaționale, alături de școli importante de film din Europa. Aceste programe oferă studenților posibilitatea de a participa la workshop-uri și congrese internaționale, sub îndrumarea unor tutori de prestigiu ai industriei cinematografice internaționale.
UNATC, prin Facultatea de Teatru, este membru titular al Elia. 
În anul universitar 2012 – 2013, cele două specializări principale, teatru și film, sunt structurate astfel :

### Facultatea de teatru

#### Specializări (studii universitare de licență – 3 ani)
- Actorie[3]
- Păpuși-Marionete[4]
- Regie de teatru[5]
- Coregrafie[6]
- Teatralogie[7]
- Scenografie[8]
- Mijloace de expresie [9]

#### Studii universitare de masterat (2 ani)
- Arta actorului
- Arta coregrafică
- Arta regizorului de teatru
- Arta scenografului
- Design, lumină și sunet în artele spectacolului
- Pedagogie teatrală
- Scriere dramatică
- Management și marketing cultural
- Teatru de animație

### Facultatea de film

#### Specializări (studii universitare de licență – 3 ani)
- Regie de film și tv[10]
- Imagine de film și tv [11]
- Multimedia: sunet-montaj[12][13]
- Comunicare audiovizuală: scenaristică[14], publicitate[15] media, filmologie [16]

#### Studii universitare de masterat (2 ani)
- Film de animație[17]
- Arta regiei de film
- Arta imaginii de film
- Arta montajului de film
- Arta sunetului de film
- Producție de film
- Scenaristică
- Filmologie

### Școală doctorală
În UNATC există o singură școală doctorală, organizată pe două domenii de studiu: TEATRU – cercetare științifică/cercetare artistică/creație artistică și CINEMATOGRAFIE ȘI MEDIA – cercetare științifică/cercetare artistică/creație artistică.
Conform standardelor internaționale în domeniu, în UNATC funcționează două tipuri distincte de doctorat: doctorat științific și doctorat profesional.
Doctoratul presupune o anvergură a orizontului de cunoaștere și a expertizei profesional-științifice.
Cele patru domenii de cercetare în care doctoratul poate fi realizat sunt:
1. Estetica, teoria, pedagogia și istoria teatrului
2. Studii teatrale aplicate
3. Cinematografie și media
4. Studii interdisciplinare teatru/film/audiovizual

## Festivaluri
Festivalul Național de Teatru « Actul I, Scena 1 » reunește cele mai reprezentative spectacole ale școlilor de teatru din România. Festivalul are loc anual, la sfârșitul lunii iunie.
Festivalul Internațional de film studențesc CineMAiubit a fost înființat în 1996 la inițiativa regizoarei și profesoarei Elisabeta Bostan

## Reviste
FILM MENU este revista de Cinema inițiată și sprijinită de UNATC și realizată de studenții Facultății de Film. Apare o dată la două luni, începând cu iunie 2009.
CONCEPT apare din 2010 și este reprezentativă pentru domeniul Artele spectacolului. Revista este editată de Direcția de Cercetare a UNATC.
CLOSE UP este o revistă bianuală editată de UNATC, care apare în limba engleză și se constituie ca o platformă pentru studenți interesați de cercetare în cinema, televiziune și new media.
ROMANIAN PERFORMING ARTS JOURNAL este o revistă de ținută academică, interdisciplinară și interculturală care acoperă toate aspectele artelor spectacolului. Revista apare începând cu anul 2013.

## Parteneriate
Începând din 2007, UNATC s-a înscris în sistemul european de învățământ „Bologna”. 
UNATC, prin Facultatea de Teatru, este membru titular al ELIA.
Universitatea este implicată în parteneriate pe termen lung cu universitățile FEMIS, FAMUS, TISCH.
Din anul 2011 UNATC participă la Programul Erasmus din cadrul procesului Long Life Learning. În anul 2012 UNATC a primit Carta Erasmus Extinsă, iar din anul universitar 2013 – 2014, studenții și profesorii vor putea accesa toate tipurile de mobilități Erasmus.
În acest moment, UNATC are încheiate parteneriate bilaterale cu următoarele universități din Europa: The Academy of Performing Arts- Bratislava (Slovacia), The Eszterhazy Karoly College – Eger (Ungaria), Escuela Superior de Arte Dramatico de Castilla y Leon – Valladolid (Spania), The National Academy for Theatre and Film Arts – Sofia (Bulgaria).

## Performanțe
De-a lungul timpului, studenții au realizat peste 500 de filme de scurt-metraj și exerciții de imagine în peliculă, peste 200 de filme documentare și în jur de 50 de scurt-metraje de animație. 
Filmele produse de UNATC au participat și au fost premiate la festivaluri importante: Cannes, Berlin, Karlovy-Vary, Locarno, Montreal , Moscova, Oberhausen, San Sebastian, cotate în mediile de specialitate ca fiind festivaluri de categoria „A”. Pe lângă numeroasele participări la festivalurile studențești ale rețelei CILECT (Centre International de Liaison des Ecoles de Cinéma et de Télévision), filmele produse de studenții UNATC au fost incluse în programele și competițiile festivalurilor internaționale de la Kiev, Londra, Sarajevo, Tampere, Valencia , Wiesbaden, Vila de Conde , Clermont-Ferrand, Huesca, Uppsalla , Lisabona , Praga, Roma , Salonic .
De asemenea, filmele UNATC au reprezentat principala sursă de conținut audiovizual de scurt-metraj pentru programele și competițiile festivalurilor naționale și internaționale care se desfășoară an de an pe teritoriul României: Transilvania IFF – Cluj-Napoca, Timishort IFF – Timișoara, Astra IFF - Sibiu, – Piatra Neamț, IPIFF Arhivat în 9 iunie 2013, la Wayback Machine. – Constanța, DaKINO Arhivat în 1 iunie 2013, la Wayback Machine. - București, B-EST IFF Arhivat în 27 mai 2013, la Wayback Machine. - București, NexT IFF - București) și au constituit principala pepinieră de autori nominalizați la Premiile Gopo (Premiile Industriei de Film Românesc) la categoriile Tânăra Speranță și Cel mai bun scurt-metraj românesc.
Unii dintre absolvenții UNATC au realizat filme de lung-metraj premiate la festivaluri importante. Printre principalii performeri ai industriei de film de film românesc se numără Cristian Mungiu, Corneliu Porumboiu, Tudor Giurgiu și Cătălin Mitulescu. Cristian Mungiu este primul regizor din istoria  cinematografiei românești care a obținut premiul Palme d’Or pentru film de lung-metraj 4 luni, 3 săptămâni și 2 zile.
Alături de regizorii deja consacrați s-au afirmat și tinerii debutanți în filmul de lung-metraj: Adina Pintilie (Premiul Ursul de Aur la a 68-a Berlinală din 2018, cu filmul Nu mă atinge-mă), Ana Vlad, Adi Voicu, Ivana Mladenovici, Nap Toader, Tudor Jurgiu, Călin Netzer (Premiul Ursul de Aur la a 63-a Berlinală din 2013, cu filmul Poziția copilului), Gheorghe Preda, Doru Nițescu, Paul Negoescu și Millo Simulov.
Cineaști importanți, absolvenți de UNATC sunt: directorii de imagine Marius Panduru (Polițist adjectiv, A fost sau n-a fost?, Restul e tăcere, Cum mi-am petrecut sfârșitul lumii), Oleg Mutu (4 luni, 3 săptămâni și 2 zile, Moartea domnului Lăzărescu, După dealuri), Tudor Lucaciu (Furia, Marți după Crăciun, Felicia înainte de toate), Mihai Mălaimare Jr. (Youth Without Youth, Tetro, regia Francis Ford Coppola, colaborare care continuă și în prezent, The Master – film care l-a adus pe lista scurtă a Oscarurilor 2012), Silviu Stavilă (Marfa și banii, Niki Ardelean, Colonel în rezervă), Andrei Butică (Toată lumea din familia noastră, Marilena de la P7, Francesca), Tudor Mircea (Morgen, Rocker), Alexandru Sterian (Legături bolnăvicioase, Amintiri din epoca de aur), monteurii Dana Bunescu (4 luni, 3 săptămâni și 2 zile, Moartea domnului Lăzărescu, Autobiografia lui Nicolae Ceaușescu), Cătălin F. Cristuțiu (California Dreamin’, Medalia de onoare, Eu când vreau să fluier, fluier), Alexandru Radu (Hârtia va fi albastră, Boogie, Marți, după Crăciun), Ioachim Stroe (Aurora, Francesca), Roxana Szel (A fost sau n-a fost?, Polițist, adjectiv), scenaristul Tudor Voican și criticii de film Andrei Gorzo, Andrei Rus, Anca Grădinariu, Carmen Mezincescu, Cristi Mărculescu, Alin  Ludu Dumbravă , Miruna Vasilescu și Mădălina Roșca.
Alți absolvenți UNATC care s-au afirmat în diverse branșe ale divertismentului: Horia Brenciu, Ștefan Matei (Elefanții bizari Arhivat în 9 iunie 2013, la Wayback Machine.), Tudor Popescu (), Vlad Feneșan,Andrei Proca si Andrei Fantana (Robin and the Backstabbers), Vlad Ilicevici (directorul executiv al Festivalului Internațional de Film Anim’est), Alexandra Safriuc (selecționer de film de scurt-metraj, ShortsUP), Șerban Alexandrescu (creative director al agenției de publicitate Headvertising), Matei Branea (grafician, autor de benzi desenate și film de animație) și fotografii Vlad Petri, Cosmin Bumbuț Arhivat în 14 iunie 2013, la Wayback Machine. și Dragoș Lumpan.

## Rectori
- Marcel Breslașu (1950-1953)
- Costache Antoniu (1953-1970)
- George Dem Loghin (1970-1972)
- Eugenia Popovici (1972-1976)
- Mircea Drăgan (1976-1980)
- Octavian Cotescu (1980-1985)
- Ileana Berlogea (1985-1991)
- Victor Rebengiuc (1991-1996)
- Florin Mihăilescu (1996-2000)
- Florin Zamfirescu (2000-2008)
- Gelu Colceag (2008-2012)
- Adrian Titieni (2012-2016)
- Nicolae Mandea (2016-2020)
- Liviu Lucaci (din 2020)